# You'll Find Out
You'll Find Out este un film de comedie american din 1940, regizat de David Butler. Rolurile principale sunt interpretate de actorii Kay Kyser și Peter Lorre.

## Distribuție
- Kay Kyser
- Peter Lorre
- Boris Karloff
- Bela Lugosi
- Helen Parrish
- Dennis O'Keefe
- Alma Kruger
- Joseph Eggenton
- Harry Babbitt
- Ginnny Simms
- Ish Kabibble
- Sully Mason